# Fred M. Wilcox
Fred M. Wilcox o Fred Wilcox (nacido Fred McLeod Wilcox, Tazewell, Virgínia, 22  de diciembre de 1907 - Beverly Hills, California, 23 de septiembre de 1964) fue un director de cine estadounidense.

## Biografía[1]
Wilcox empieza como ayudante de realización en 1929 (Hallelujah! de King Vidor), antes de pasar a la dirección en 1938. Realiza diez largometrajes entre 1943 y 1960, siendo igualmente guionista y productor.
Es conocido por haber realizado tres películas de la serie cinematográfica consagrada a la perra Lassie (El coraje de Lassie el 1946, con Elizabeth Taylor y Frank Morgan), la adaptación de la novela de Frances Hodgson Burnett El jardín secreto, pero sobre todo por el clásico de ciencia ficción Planeta prohibido (1956), con Leslie Nielsen y Anne Francis.
Es el hermano de la actriz Ruth Selwyn (1905-1954), nacida Ruth Wilcox, esposa del director Edgar Selwyn.

## Filmografía

### Como ayudante de dirección
- 1929: Hallelujah! de King Vidor
- 1933: Men must fight de Edgar Selwyn
- 1933: Turn back the Clock de Edgar Selwyn
- 1933: The Solitaire Man de Jack Conway
- 1934: The Mystery of Mr. X de Edgar Selwyn y Richard Boleslawski

### Como director
- 1938: Paradise for Three de Edward Buzzell
- 1938: Joaquin Murrieta, corto, con Shepperd Strudwick
- 1943: Lassie Come Home, con Roddy McDowall, Donald Crisp, May Whitty, Edmund Gwenn, Elizabeth Taylor
- 1946: El coraje de Lassie (Courage of Lassie), con Elizabeth Taylor, Frank Morgan, Tom Drake, Selena Royle
- 1948: Lassie en las montañas de casa (Hills of Home), con Donald Crisp, Edmund Gwenn, Tom Drake, Janet Leigh
- 1948: Three Daring Daughters, con Jeanette MacDonald, José Iturbi, Jane Powell, Edward Arnold
- 1949: The Secret Garden, con Margaret O'Brien, Herbert Marshall, Dean Stockwell
- 1952: Shadow in the Sky, con Ralph Meeker, Nancy Davis, James Whitmore, Jean Hayan
- 1953: Code Two con Ralph Meeker, Elaine Stewart, Sally Forrest, Keenan Wynn
- 1954: Tennessee Champ, con Shelley Winters, Keenan Wynn, Dewey Martin, Charles Bronson
- 1956: Forbidden Planet, con Leslie Nielsen, Anne Francis, Walter Pidgeon
- 1960: Y passed for White (guionista y productor), con Sonya Wilde, James Franciscus, Patricia Michon, Isabel Cooley